# Diego Llorente
Diego Javier Llorente Ríos (* 16. August 1993 in Madrid) ist ein spanischer Fußballspieler. Seine bevorzugten Positionen sind die Innenverteidigung und die rechte Außenverteidigung. Seit Juli 2024 steht er bei Betis Sevilla unter Vertrag.

## Vereinskarriere
Diego Llorente begann als Junior bei Atlético Trabenco Zarzaquemada im Madrider Vorort Leganés mit dem Fußballsport. Im Juli 2002 wechselte der damals Achtjährige in den Nachwuchs von Real Madrid, wo er in der Mannschaft Benjamín A (U-10) begann. Fortan durchlief er diverse Altersklassen, bis er in der Saison 2012/13 in den Kader der C-Mannschaft des Klubs aufgenommen wurde, die in der Segunda División B spielte. Für ein Ligaspiel gegen Real Sociedad am 6. Januar 2013 nominierte Trainer José Mourinho ihn erstmals für den Kader der Profimannschaft, letztlich kam er jedoch ebenso nicht zum Einsatz wie am 11. Mai gegen Espanyol Barcelona, wo er erneut auf der Wechselbank saß. Am 24. März 2013 bestritt er gegen den FC Córdoba seine erste Begegnung für Real Madrid Castilla in der Segunda División. Anfang Juni desselben Jahres debütierte er schließlich am letzten Spieltag der Saison 2012/13 gegen CA Osasuna in der Primera División.
Zur Saison 2015/16 wechselte Llorente auf Leihbasis zu Rayo Vallecano. Dort kam er auf 33 Einsätze in der höchsten spanischen Spielklasse und konnte zwei Tore erzielen. Nach dem Abstieg von Rayo Vallecano wurde Llorente zur Saison 2016/17 an den FC Málaga weiterverliehen.
Zur Saison 2017/18 wechselte Llorente innerhalb der Primera División zu Real Sociedad San Sebastián. Er erhielt einen Vertrag über fünf Spielzeiten bis zum 30. Juni 2022. Bereits vor Ablauf des Kontrakts heuerte er Ende September 2020 beim englischen Erstligaaufsteiger Leeds United an. Nach einer zweijährigen Leihe zur AS Rom wechselte er im Juli 2024 fest zu Betis Sevilla.

## Nationalmannschaft
Diego Llorente debütierte, im Zuge der Vorbereitung für die Junioren-Weltmeisterschaft, am 14. Mai 2013 gegen die Mannschaft Paraguays in der spanischen U20. Bei der WM-Endrunde brachte er es auf drei Einsätze und erreichte mit seiner Mannschaft das Viertelfinale.
Am 29. Mai 2016 feierte er in einem Freundschaftsspiel gegen Bosnien und Herzegowina sein Debüt in der spanischen A-Nationalmannschaft.
Bei der Europameisterschaft 2021 stand er im spanischen Aufgebot, das im Halbfinale gegen Italien ausschied.

## Erfolge
- Champions-League-Sieger: 2014
- Spanischer Pokalsieger: 2020
- UEFA-Nations-League-Sieger: 2023